# Hainewalde
Hainewalde je obec v Horní Lužici v německé spolkové zemi Sasko. Nachází se v zemském okrese Zhořelec a má přibližně 1 500 obyvatel. Leží na řece Mandavě, poblíž na hranic s Českou republikou u českého města Varnsdorf. Přes obec vede železniční trať Mittelherwigsdorf–Varnsdorf–Eibau.

## Zeměpisná poloha a infrastruktura
Obec Hainewalde leží 10 km západně od Žitavy v blízkosti Lužických hor. Dálnice B 96 protíná okres na severu a hranice s Českou republikou se nachází západně odtamtud.

## Pamětihodnosti
- Umgebindehäuser – typické lužické podstávkové domy
- Kostel postaven v letech 1705 až 1711
- Wasserschloss – zámek, postaven za vlády rodiny Nositzů. Nacházel se severně od teras Nového zámku. Tento tzv. “Vodní zámek” byl však v roce 1780 zbourán a jediné, co z něj zůstalo je vstupní budova s renesančním portálem.
- (Neues) Schloss- zámek byl postaven spolu s barokní zahradou v letech 1750 – 1753 za vlády rodiny Kanitz-Kyaw. V roce 1883 byl zámek zrenovován a vnější barokní průčelí bylo odstraněno a nahrazeno italskými sgraffity.
- Barokní hrobka rodiny Kanitz-Kyaw z roku 1715
- Hora Breiteberg s rozhlednou, horská chata a jeskyně “Querxhöhle”

## Galerie

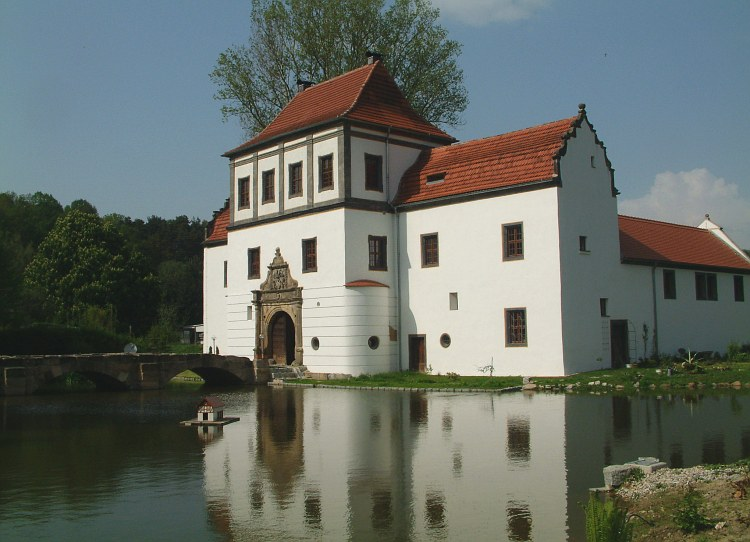
Zámek v Hainewalde
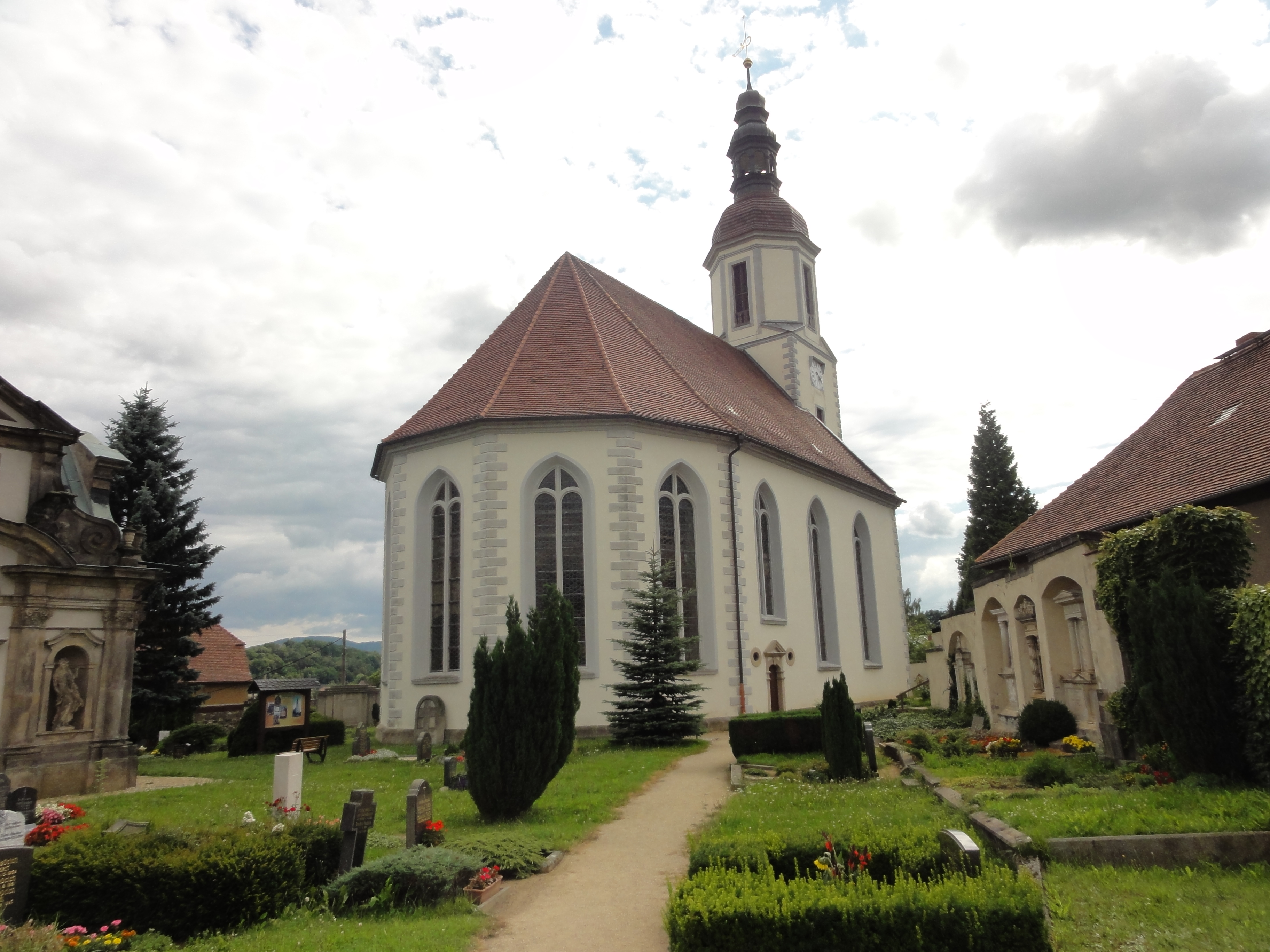
Kostel v Hainewalde